# Liberté d'accès aux documents administratifs
 (août 2017).
 (décembre 2014).
La liberté d'accès aux documents administratifs (ou transparence des documents administratifs) désigne la possibilité, pour un ressortissant, d'avoir accès à tout document administratif, éventuellement moyennant déclassification d'information classifiée.
La directive européenne concernant la réutilisation des informations du secteur public de 2003 constitue une base législative majeure. Celle-ci promeut la transparence démocratique (on parle en anglais, de « sunshine laws »).  Soixante-quinze pays ont aujourd'hui une procédure similaire d'accès aux documents administratifs. 
La France dispose depuis 1978 d'une loi permettant l'accès aux documents administratifs par l'intermédiaire de la Commission d'accès aux documents administratifs (CADA). Cependant, cet accès est limité par des impératifs de sécurité nationale et de protection de la vie privée.

## Liste non exhaustive par pays

### Amérique

#### Brésil
Conformément aux articles 5, 37 et 216 de sa Constitution, le Brésil a promulgué en 2012 une loi d'accès à l'information (la Lei de Acesso à Informação, n°12.527/2011). Comme la loi française de 1978, cette loi prévoit un principe général d'accès à l'information, avec des exceptions pour les données personnelles ainsi que pour les documents classifiés, selon trois régimes distincts de temporalité (5 ans, 15 ans ou 25 ans pour les informations les plus confidentielles, durée qui ne peut être renouvelée qu'une seule fois). En revanche, l'accès aux documents est plus large qu'en France, puisqu'il concerne les trois pouvoirs (législatif, exécutif et judiciaire), tous les échelons administratifs (des municipalités à l'échelon fédéral) et également les entreprises publiques ou mixtes, les fondations, ainsi que les entités à but non lucratif, lesquelles ont aussi une obligation d'information proportionnée à leur financement public. Une diffusion proactive de certaines informations sur Internet est prévue (sur le modèle de l'open data, mais les informations concernées sont limitativement énumérées par la loi). Les statistiques sur les demandes satisfaites et refusées sont publiées en ligne.
Des voies de recours existent après un délai court (parfois seulement 10 jours après le refus d'une administration). Toutefois, ces recours s'exercent d'abord devant l'autorité hiérarchique supérieure à l'organisme ayant refusé l'accès. En ce qui concerne les organes fédéraux, un recours devant le Contrôleur général de l'Union (pt) est prévu. Dans bien des cas, le recours ne s'exerce donc pas devant un organisme indépendant (du mode des AAI).
De façon générale, la loi est ambitieuse sur certains aspects (notamment sur les organes concernés) mais restrictive sur d'autres (en particulier sur le mode de recours). Dans les faits, le régime de classification peut donner lieu à des abus, comme lorsque le gouverneur de São Paulo, Geraldo Alckmin, décida en 2014 de classifier top secret (soit 25 ans de non-communication) des documents concernant le transport public (dont des études de faisabilité, des descriptions de projet ainsi que des vidéos d'un projet Arte no metro). La Sabesp, entreprise publique, a aussi utilisé, à la même époque, ce régime de classification pour interdire pendant 15 ans l'accès à des documents concernant l'approvisionnement en eau de la mégalopole.

#### États-Unis (FOIA)
La transparence est aussi la norme en vigueur aux États-Unis : le Freedom of Information Act (FOIA), voté en 1966, garantit un libre accès aux documents administratifs. Cette loi a notamment permis de révéler l'implication du gouvernement américain dans la préparation d'un coup d'État au Chili avant même l'élection de Salvador Allende. Dernièrement, le FOIA a permis de publier des photographies de cercueils de soldats américains morts en Irak, grâce à la démarche entreprise par Ralph Begleiter, un professeur de l'université du Delaware. Cette loi a aussi permis à Associated Press de révéler une liste des détenus de Guantanamo. Compte tenu de la masse de documents administratifs, les journalistes ont souvent besoin d'être orientés par une source interne à l'administration, en assurant à cette dernière l'anonymat et la protection des sources d'information des journalistes.
L'accès aux documents reste néanmoins limité aux États-Unis : plusieurs requêtes ont été rejetées pour cause de secret défense, ou bien la CIA déclassifie des documents caviardés (parfois même alors qu'ils avaient préalablement été obtenus en état plus complet). Des refus de déclassifier des documents, ou de simples silences (la CIA avançant qu'elle ne peut « ni confirmer ni infirmer certaines informations ») sont ainsi courants, par exemple dans l'affaire Mehdi Ben Barka, ou l'Opération Gladio.

#### Mexique
Le Mexique a amendé sa constitution en 1977, mais il a fallu attendre 2002 pour que soit votée une loi sur la transparence et l'accès à l'information publique.

### Europe

#### Union européenne
En Europe, la Convention d'Aarhus de 2003, intégrée dans le droit européen par la directive concernant l'accès du public à l'information en matière d'environnement du 28 janvier 2003 (2003/4/CE), concerne l'accès à l'information en ce qui relève des données environnementales.

La Directive de l'Union européenne concernant la réutilisation des informations du secteur public (17 novembre 2003) a précisé le cadre de la réutilisation de données publiques puis le Conseil de l'Europe a élaboré la Convention du Conseil de l’Europe sur l’accès aux documents publics, signée le 18 juin 2009 par la Belgique, l'Estonie, la Finlande, la Géorgie, la Hongrie, « l’ex-République yougoslave de Macédoine », la Lituanie, le Monténégro, la Norvège, la Serbie, la Slovénie et la Suède. Cette convention entrera en vigueur après 10 ratifications.

#### Groupe des Six
Au sein de l'Union européenne, les réunions informelles du Groupe des Six (France, Allemagne, Grande-Bretagne, Italie, Espagne et Pologne), qui détient de facto la majorité de voix lorsque les décisions sont prises selon la méthode intergouvernementale, ont été critiquées par la Chambre des lords pour leur manque de transparence, en particulier en raison de leur refus de publier des comptes-rendus de ces réunions décisives sur le plan de la politique de l'Union européenne.

#### Belgique
En Belgique, cette matière est abordée dans l'article 32 de la Constitution : Chacun a le droit de consulter chaque document administratif et de s'en faire remettre copie, sauf dans les cas et conditions fixés par la loi, le décret ou la règle visée à l'article 134. Différentes lois, ordonnances et décrets traitent plus précisément de l'accès aux documents administratifs au niveau fédéral ou régional. Ainsi, au niveau fédéral, la loi du 11 avril 1994 relative à la publicité de l'administration fait autorité. En Wallonie, plusieurs textes juridiques en font mention : le décret du 30 mars 1995 relatif à la publicité de l'administration ; les Livre II et Livre V - Titre VI du Code de la démocratie locale et de la décentralisation (Publicité de l'administration). À Bruxelles, l'ordonnance du 30 mars 1995 relative à la publicité de l'administration y fait également référence. Enfin, en Flandre, il existe le décret du 26 mars 2004 relatif à la publicité de l'administration.

#### France
En France, la liberté d’accès aux documents administratifs a été instaurée par la loi du 17 juillet 1978.
Désormais érigé en principe à valeur constitutionnelle découlant de l’article 15 de la Déclaration des Droits de l’Homme et du Citoyen par une décision du Conseil constitutionnel, ce droit est codifié dans le Code des relations entre le public et l’administration depuis l’Ordonnance du 23 octobre 2015.
Ce droit permet l'accès aux documents administratifs (c'est-à-dire à tout document détenu par l'administration, qu'il soit ou non produit par elle) sous le contrôle de la Commission d'accès aux documents administratifs (CADA). Néanmoins, l'accès aux archives du ministère des Armées est restreint aux personnes détenant une habilitation de sécurité. En outre, l'information classifiée (secret défense, etc.) n'est accessible que par l'intermédiaire de la Commission consultative du secret de la défense nationale. Aux termes de la loi de programmation militaire pour les années 2009 à 2014, certains lieux peuvent être couverts par le secret de la défense nationale. Cela concerne pratiquement tous les services d’archives publics relevant de l’État et permet donc des restrictions d’accès à certains documents en rendant plus difficiles les recours devant la CADA.
La CADA refuse aussi l'accès aux télégrammes diplomatiques — c'est ce type de document qui a permis à l'ONG National Security Archive de prouver l'implication des États-Unis dans l'Opération Condor, via une base d'information située au Panama — et ne se considère pas comme compétente pour les textes relevant du Parlement.
La loi de 1978 s'applique à toute personne morale, privée ou publique, remplissant une « mission de service public ».
Depuis novembre 2005, le CE considère que si une administration, saisie d'une demande d'un document administratif, ne possède pas celui-ci, elle ne peut simplement opposer une fin de non-recevoir au requérant ; elle doit rechercher si un autre service relevant de la même direction ne le possède pas. De plus, la loi du 12 avril 2000 requiert qu'au-delà d'un service relevant de la même direction, elle doit, le cas échéant, rechercher quelle autre administration possède le document demandé.
La directive de l'Union européenne concernant la réutilisation des informations du secteur public (2003) a été transposée complètement en droit français par l'ordonnance 2005-650 du 6 juin 2005 et le décret no 2005-1755 du 30/12/2005 relative à la liberté d'accès aux documents administratifs et à la réutilisation des informations publiques, pris pour l'application de la loi du 17 juillet 1978. Cette dernière a aussi été modifiée par le gouvernement François Fillon, par la loi du 15 juillet 2008 modifiant les dispositions du code du patrimoine sur les archives. Cette dernière loi a notamment introduit la notion d'« incommunicabilité permanente », réservée à une nouvelle catégorie d'archives liées aux armes de destruction massive, suscitant les critiques de certains membres de l'Association des archivistes français (AAF).
La communication des documents concernant l'environnement dépend de l'art. L124-4 du Code de l'environnement, qui permet, entre autres, à l'administration de rejeter « une demande formulée de manière trop générale ». Cet article a été modifié par la loi du 26 octobre 2005 qui prétend transposer la directive européenne du 28 janvier 2003 concernant l'accès du public à l'information en matière d'environnement. Pourtant, alors que celle-ci visait à étendre le « niveau d'accès à l'information en matière d'environnement », celle-là précise un certain nombre de conditions nouvelles permettant de rejeter les demandes de communication. L'article antérieur déclarait seulement que « le droit à l'information sur la qualité de l'air et ses effets sur la santé et l'environnement est reconnu à chacun sur l'ensemble du territoire. »
Les militants pour l'adoption d'une meilleure transparence administrative en France considèrent que plus de transparence permettrait de résoudre quelques affaires controversées (comme la disparition de l'opposant marocain Mehdi Ben Barka en 1965, le " suicide " du ministre Robert Boulin en 1979 ou la mort du juge Borrel à Djibouti en 1995) et d'en savoir plus sur certains aspects de l'histoire française telles que la collaboration policière sous le régime de Vichy ou la guerre d'Algérie,,.

#### Royaume-Uni
Le Royaume-Uni s'est aussi doté d'un Freedom of Information Act en 2000, pleinement entré en application début 2005 ; depuis, les citoyens peuvent saisir l'administration pour obtenir des documents de tout ordre, sauf exception. En mars 2006, le quotidien The Guardian a ainsi pu révéler les tortures infligées par les Britanniques à de présumés espions communistes en Allemagne, pendant la guerre froide. Cela n'a cependant pas empêché le Foreign Office de dissimuler pendant des années à Hanslope Park (Buckinghamshire), dans un site des services secrets (MI5 et MI6), 600 000 dossiers datant des années 1950 et relatifs aux affaires coloniales qui auraient dû être confiés aux Archives nationales et qui, selon la législation britannique, sont librement communicables.

#### Suède
La Suède est un pays pionnier (la loi date de 1776) dans lequel il est possible d'avoir accès, en moins d'une heure, aux notes de frais d'un ministre. Il suffit pour cela d'en faire la demande auprès des autorités concernées. La loi protège aussi les fonctionnaires qui délivrent des documents, si cette publication permet l'ouverture d'une instruction judiciaire.
Renaud Denoix de Saint Marc, vice-président du Conseil d'État, président de l'IFSA, faisait en 2003 remarquer que, parmi les effets pervers du libre accès, il devient fréquent qu'un document « soit expurgé de la partie la plus sensible des constatations faites ou des jugements portés, cette information sensible étant réservée à des commentaires oraux de l’auteur du rapport à l’autorité destinataire du rapport. De même, les procès-verbaux de réunions peuvent être établis selon des termes qui masquent ou altèrent la réalité ou sous une forme à ce point synthétique que leur valeur informative s’en trouve affectée » (ce qui peut aussi se faire dans un contexte moins transparent).

#### Suisse
En Suisse, il existe depuis 2006 une loi fédérale sur le principe de la transparence dans l’administration. Elle donne le droit à chacun d'accéder aux documents officiels, sans devoir justifier d'un intérêt particulier. Une procédure simple et rapide est prévue. Le principe de transparence comporte des exceptions en cas d'intérêts prépondérants au maintien du secret (par exemple sûreté de la Suisse, atteinte à la sphère privée, secret professionnel ou secret d'affaires).
Il existe également des lois cantonales sur l'information. En 2021, après deux ans de procédure, la Cour de droit administratif et public du Tribunal cantonal vaudois conclut qu'une société anonyme investie d’une tâche publique est soumise à la loi vaudoise sur l’information et que ses documents sont donc publics, sauf exceptions.